# Angelica Catalani

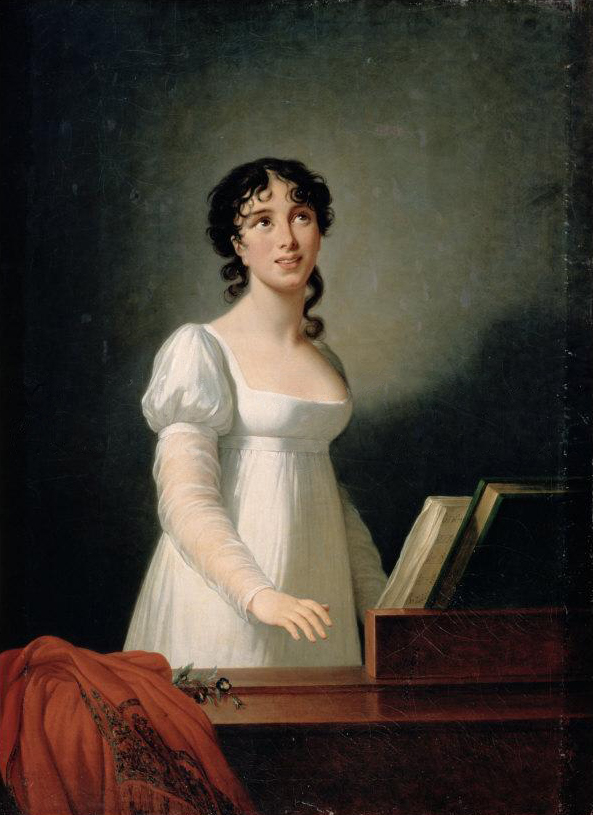
Medalló amb el retrat de la Catalani fet per Élisabeth Vigée-Lebrun

Angelica Catalani (Senigallia, Itàlia, 10 de maig de 1780 - París, 12 de juny de 1849) fou una cèlebre soprano italiana.
Filla d'Antonio Catalani, comerciant de pedres precioses i primer de la capella de la catedral de la ciutat, i d'Antònia Summi, d'Ancona, es va iniciar en l'estudi de la música des de ben jove, com a alumna de Pietro Morandi, mestre de la capella de la catedral de Senigallia.
Acollida al convent de Santa Llúcia de Gubbio, és on rebé una seriosa formació musical, De molt nena manifestà una veu tan extraordinàriament bella que gran nombre de forasters acudien solament per escoltar-la. Després d'estudiar dos anys amb el mestre Boselli, a quinze anys debutà a Venècia amb un èxit sense igual, disputant-se els empresaris des de llavors els seus contractes i recorrent en triomfs els principals coliseus d'Itàlia. L'entusiasme que despertà arribà al deliri en interpretar l'any 1801 a La Scala de Milà la Clitemnestra, de Zingarelli, i I Baccanali di Roma, de Nicolini.
Contractada poc temps després a Lisboa, cantà amb Crescentini i Gaffroni. Es casà amb el capità Paul Vallabrège, agregat a l'ambaixada francesa, amb qui passà després a Madrid i el 1806 a París, on els seus triomfs no foren menors. Havent refusat certes pretensions de Napoleó, passà a Londres contractada amb avantatjoses condicions, i no tornà a la capital francesa fins a la caiguda de l'emperador. Durant aquest temps va romandre a Anglaterra, on gaudí de la més fervent admiració del públic.
De tornada a París el 1814, Lluís XVIII la nomenà regent de la Gran Òpera, amb una subvenció de 160.000 francs. En retornar Napoleó de l'Illa d'Elba, la Catalani abandonà París amb els Borbons, recorrent durant els Cent dies Alemanya i arribant fins a Escandinàvia, però després de la caiguda de Bonaparte, fou restituïda en el seu càrrec amb la subvenció assignada que, malgrat tot, li fou retirada el 1817, i Angèlica es veié obligada a recórrer altra vegada les capitals cantant. Durant diverses èpoques va portar d'acompanyants els compositors i intèrprets Heinrich Joseph Baermann (clarinetista) i Vincenzo Puccita (pianista), fins que aquest va tenir massa discussions amb Vallabrège.
Durant més de deu anys aparegué, amb èxit sempre creixent, als principals coliseus d'Europa, fins que el 31 de maig de 1828 s'acomiadà del públic a Hannover, i es retirà poc temps després a una possessió prop de Florència, on ocupà el seu lleure iniciant de franc joves de talent en l'art del cant; no obstant això, de tant en tant també prengué part en alguna funció benèfica.
La Catalani combinava la seva poderosa veu de soprano incomparablement timbrada i que en una extensió abraçava prop de tres octaves, amb una figura arrogant, de presència majestuosa i el talent d'una tràgica de primer ordre, qualitats que en feren una artista notabilíssima.